# 국도 제14호선

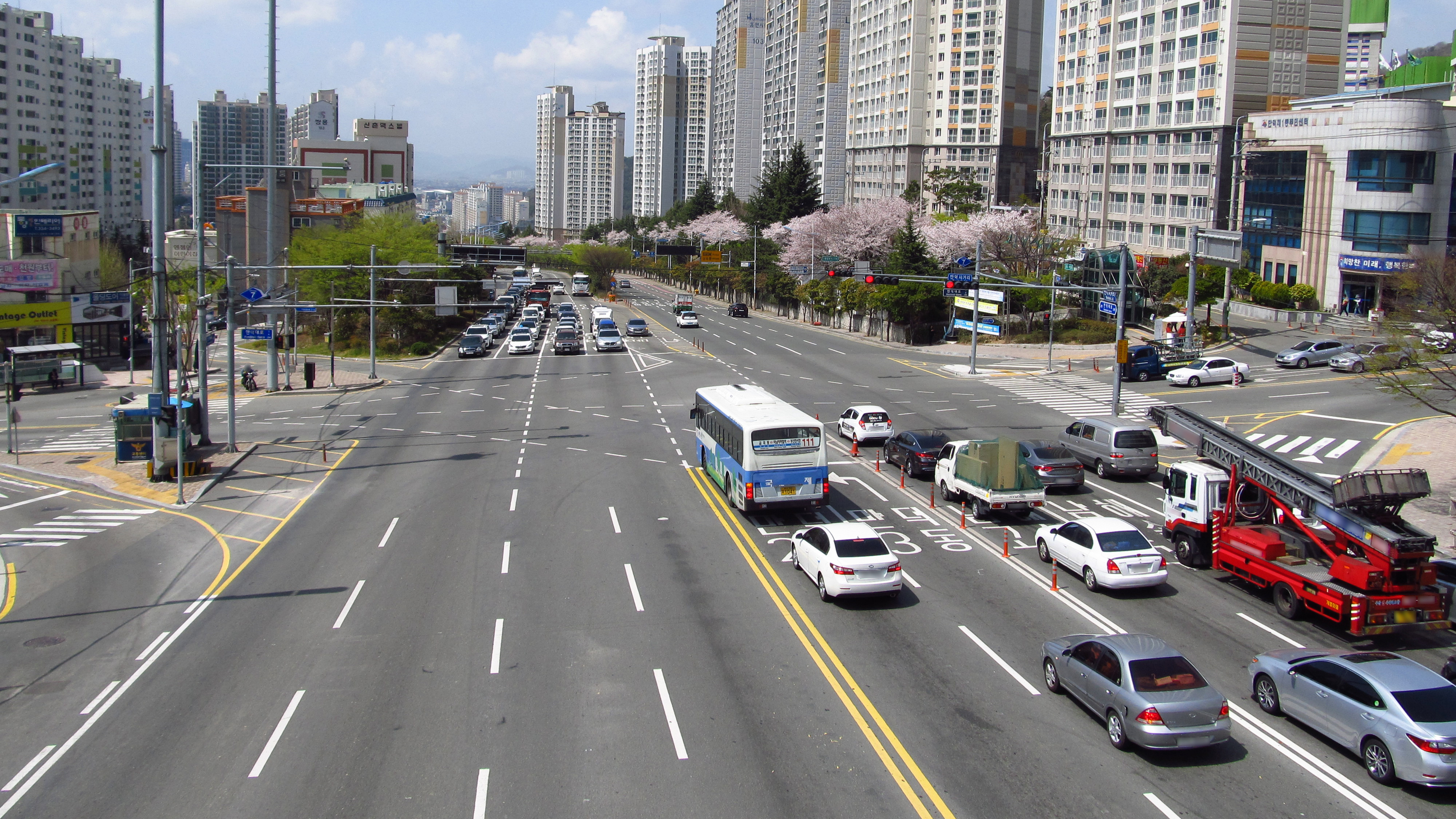
만덕역과 인접해 있는 만덕사거리 부근.

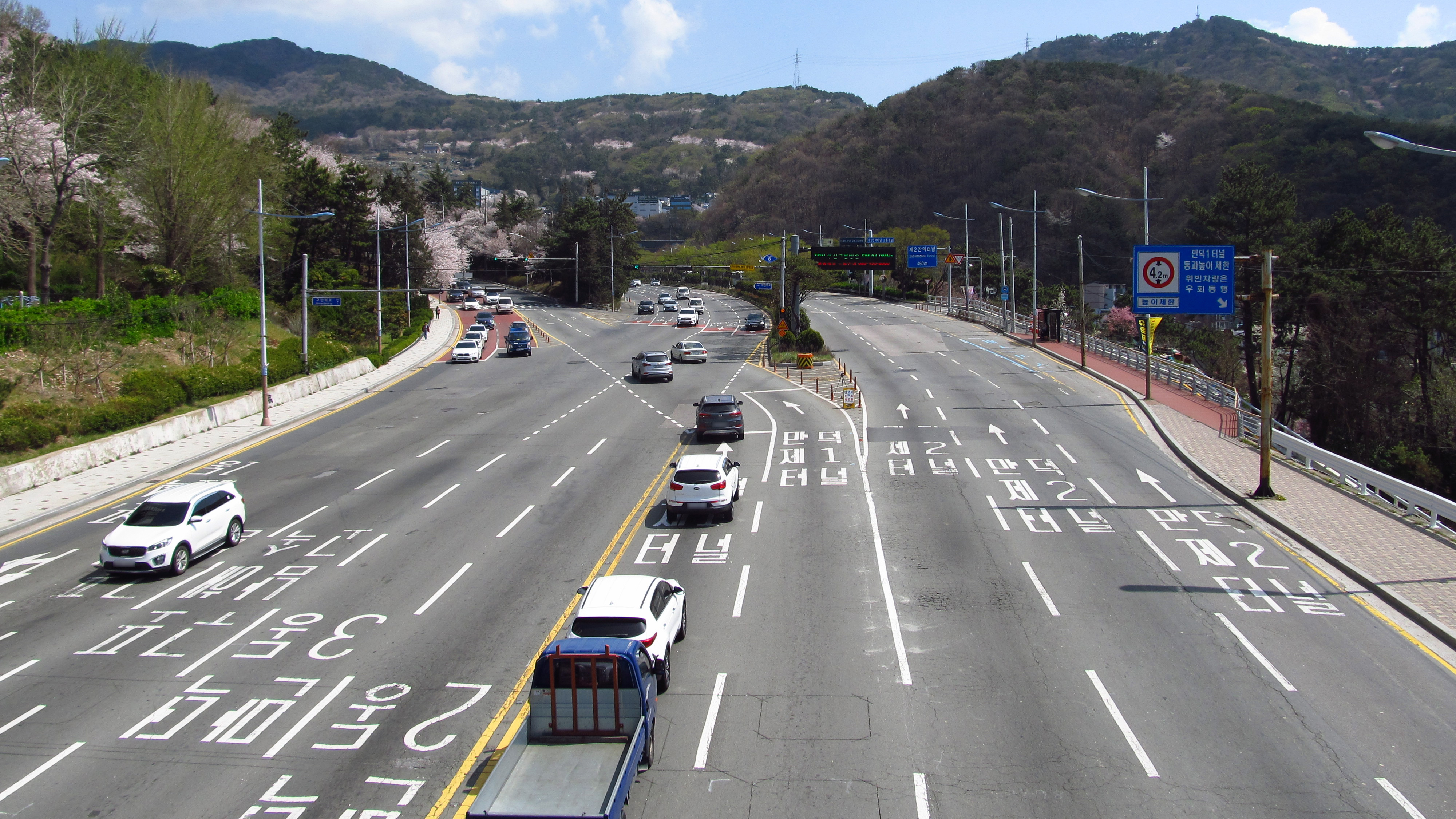
만덕사거리 부근.

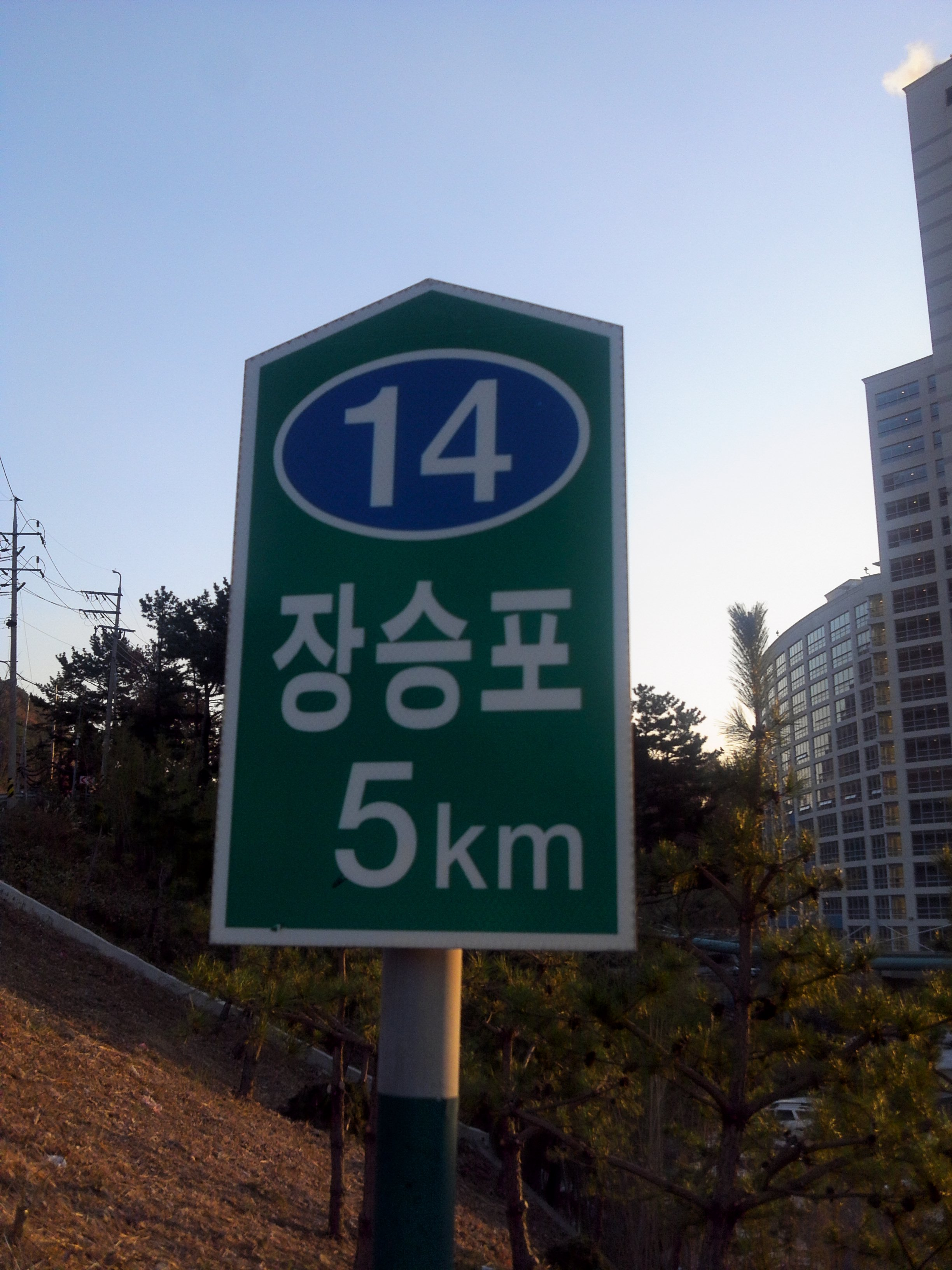
장승포 방향 5km로 향하는 이정표

국도 제14호선 (國道第十四號線)은 경상남도 거제시 남부면 다포리(기점)에서 경상북도 포항시 남구 청림삼거리를 연결하는 대한민국의 일반 국도이다. 경주시 구간에 폭 1차선의 도로 미개설지역이 존재한다.

## 역사
- 1971년 8월 31일 : 일반국도노선지정령에 의해 국도 제14호선 거제 ~ 울산선이 됨.[1]
- 1972년 11월 30일 : 노선 개량으로 인해 고성군 고성읍 송학동 ~ 동의동 750m 구간, 창원군 창원면 용전리 ~ 소답리 1.63 km 구간을 1.43km로 도로구역 변경[2]
- 1975년 7월 4일 : 양산군 기장면 석산리 ~ 청강리 510m 구간 개통, 기존 520m 구간 폐지[3]
- 1980년 10월 2일 : 양산군 일광면 이천리 ~ 울주군 청량면 동천리 총 2.093 km 구간 개통, 기존 2.356 km 구간 폐지[4]
- 1981년 3월 14일 : 시점을 '경상남도 거제군 장승포읍'에서 '경상남도 거제군 동부면'으로 연장.[5]
- 1981년 5월 12일 : 국도로 승격된 거제군 동부면 다포리 ~ 거제읍 장승포리 26.361 km 구간 개통[6]
- 1981년 5월 30일 : 대통령령 제10247호 일반국도노선지정령 개정에 따라 변경된 27 km 구간으로 도로구역 변경[7]
- 1981년 8월 5일 : 국도로 승격된 부산직할시 동래구 반송동 시 경계 ~ 경상남도 양산군 기장면 7.328 km 구간 개통[8], 기존 지정 구간인 부산직할시 해운대구 송정동 시 경계 ~ 경상남도 양산군 기장면 6.53 km 구간 폐지[9]
- 1981년 8월 12일 : 대통령령 제10371호 일반국도노선지정령 개정에 따라 변경된 18 km 구간으로 도로구역 변경[10]
- 1981년 9월 2일 : 기존 국도로 지정된 김해군 진영읍 설창리 277m 구간 폐지[11]
- 1986년 5월 13일 : 시점을 '경상남도 거제군 동부면'에서 '경상남도 거제군 남부면'으로 연장.[12]
- 1989년 3월 11일 : 양산군 장안면 명례리, 일광면 이천리, 삼성리 일대 구 도로부지 폐지[13]
- 1989년 9월 5일 : 김해시 진영면 설창리, 진영리, 의창군 동면 설창리, 용잠리, 봉산리 일대 구 도로부지 폐지[14]
- 1995년 7월 1일 : 부산광역시 해운대구 반송동 ~ 기장군 기장읍 기룡리 16.42 km 구간 개통[15]
- 1996년 7월 1일 : 시점을 '경상남도 거제군 남부면'에서 '경상남도 거제시 남부면'으로 변경, 종점을 '경상남도 울산시'에서 '경상북도 포항시'로 연장함. 이에 따라 '거제 ~ 포항선'이 됨.[16]
- 1997년 12월 27일 : 좌천 ~ 울산간 도로(부산광역시 기장군 장안읍 기룡리 ~ 울산광역시 울주군 청량면 개곡리) 17.12 km 구간 개통, 기존 17.52 km 구간 폐지[17]
- 1998년 11월 18일 : 신현 ~ 사등간 도로(거제시 신현읍 수월리 ~ 오량리) 16.14 km 구간 확장 개통[18]
- 1999년 4월 22일 : 사등 ~ 충무간 도로 중 신거제대교(거제시 사등면 오량리 ~ 통영시 용남면 원평리) 3.86 km 구간 임시개통[19]
- 2000년 2월 24일 : 경상남도 김해시 한림면 퇴래리 ~ 불암동 19.0 km 구간을 자동차 전용도로로 지정[20]
- 2000년 7월 20일 : 사등 ~ 충무간 도로(거제시 사등면 오량리 ~ 통영시 무전동) 9.3 km 구간 확장 개통 및 기존 구간 폐지[21][22]
- 2005년 9월 3일 : 김해시관내국도대체우회도로 (퇴래 ~ 농소간 도로, 김해시 주촌면 덕암리 ~ 농소리) 5.0 km 구간 개통[23]
- 2005년 10월 13일 : 대신1,2지군 위험도로(울주군 범서읍 두산리) 460m 구간 개량 개통, 기존 200m 구간 폐지[24]
- 2005년 10월 31일 : 울산광역시 남구 두왕동 ~ 울주군 청량면 율리 6.182 km 구간을 자동차 전용도로로 지정[25], 거제시 아주동 ~ 신현읍 장평리 11.02 km 구간을 자동차 전용도로로 지정[26]
- 2006년 12월 29일 : 두왕 ~ 무거간 도로(울산광역시 남구 두왕동 ~ 울주군 청량면 율리) 6.18 km 구간 신설 개통[27]
- 2007년 12월 26일 : 김해시 국도대체우회도로(퇴래 ~ 농소간 도로, 김해시 한림면 퇴래리 ~ 주촌면 농소리) 10.5 km 구간 확장 개통[28], 기존 김해시 한림면 퇴래리 ~ 신천리 6.5 km 구간 폐지[29]
- 2010년 5월 31일 : 마산시 진전면 오서리 ~ 진동면 인곡리 8.45 km 구간을 자동차 전용도로로 지정[30]
- 2010년 12월 13일 : 거제시 국도대체우회도로(거제시 아주동 ~ 상동동) 4.92 km 구간 임시 개통[31], 거제시 국도대체우회도로(거제시 상동동 ~ 장평동) 6.41 km 구간 임시 개통[32]
- 2010년 12월 28일 : 진동우회도로(창원시 마산합포구 진전면 봉곡리 ~ 임곡리 1.09 km 구간과 창원시 마산합포구 진전면 오서리 ~ 진동면 인곡리 9.18 km 구간) 확장 개통[33] 및 기존 창원시 마산합포구 진전면 오서리 ~ 임곡리 1.6 km 구간과 창원시 마산합포구 진전면 근곡리 ~ 진동면 인곡리 6.75 km 구간 폐지[34][35]
- 2012년 2월 17일 : 창원시 마산합포구 진동면 동전리 ~ 우산동 3.5 km 구간 임시 개통[36]
- 2012년 2월 27일 : 창원시 의창구 동읍 덕산리 ~ 김해시 진영읍 진영리 8.14 km 구간을 자동차 전용도로로 지정[37]
- 2012년 3월 27일 : 창원 ~ 김해 동읍 우회도로(창원시 의창구 동읍 덕산리 남산 교차로 ~ 덕산교) 830m 구간 임시 개통[38]
- 2012년 11월 30일 : 창원시 마산합포구 진동면 동전리 ~ 우산동 6.56 km 구간 확장 개통[39], 기존 창원시 마산합포구 현동 ~ 우산동 1.05 km 구간 폐지[40]
- 2013년 5월 3일 : 창원 ~ 김해 동읍 우회도로(창원시 의창구 동읍 덕산리 남산 교차로 ~ 용잠리 덕천2교) 800m 구간 확장 개통[41]
- 2013년 7월 13일 : 거제시 국도대체우회도로(거제시 아주동 ~ 상동동) 4.92 km 구간 확장 개통[42]
- 2013년 12월 26일 : 창원 ~ 김해 동읍 우회도로(창원시 의창구 도계동 도계삼거리 ~ 김해시 진영읍 진영리 진영 교차로) 11.14 km 구간 확장 개통[43]
- 2014년 2월 27일 : 남산 교차로 ~ 동읍 교차로 구간 개통.[44]
- 2014년 4월 7일 : 동읍 우회도로 개통으로 인해 기존 창원시 의창구 동읍 덕산리 ~ 김해시 진영읍 진영리 7.4 km 구간 폐지[45]
- 2014년 7월 28일 : 성내마을 교차로(거제시 사등면 사등리) 입체화 개량 개통[46]
- 2015년 3월 31일 : 거제시 국도대체우회도로 상동 ~ 신현 구간(거제시 문동동 ~ 장평동) 6.41 km 구간 확장 개통[47], 기존 거제시 연초면 송정리 ~ 연사리 5.6 km 구간 폐지[48]
- 2016년 7월 21일 : 동해고속도로 건설로 인해 울산광역시 울주군 범서읍 두산리 920m 구간 이설 개통[49], 기존 840m 구간 폐지[50]
- 2016년 8월 9일 : 김해시 진영읍 진영리 ~ 한림면 퇴래리 7.29 km 구간을 자동차 전용도로로 지정[51]
- 2016년 12월 28일 : 거제시 국도대체우회도로 일운 ~ 아주 구간(거제시 일운면 옥림리 ~ 아주동) 3.83 km 구간 확장 개통[52], 기존 거제시 아양동 ~ 일운면 옥림리 4.6 km 구간 폐지[53]
- 2017년 4월 10일 : 울주군 범서읍 두산리 250m 구간 개통 및 기존 270m 구간 폐지[54]
- 2018년 5월 28일 : 어일 ~ 대본간 우회도로(경주시 양북면 어일리 ~ 입천리) 800m 구간 확장 개통[55]
- 2018년 7월 2일 : 오천 ~ 포항시계간 도로(포항시 남구 오천읍 세계리 ~ 청림동) 2.8 km 구간 확장 개통[56]
- 2021년 9월 16일 : 죽계 ~ 진전간 도로(고성군 마암면 보전리 ~ 창원시 마산합포구 진전면 오서리) 10.2 km 구간 신설 개통[57], 기존 고성군 마암면 보전리 ~ 회화면 삼덕리 5.9 km 구간 폐지[58]
- 2022년 5월 18일 : 죽계 ~ 진전간 도로(고성군 고성읍 죽계리 ~ 고성군 마암면 보전리) 7.5 km 구간 신설 개통

## 주요 경유지
경상남도
- 거제시 (남부면 · 동부면 · 일운면 · 장승포동 · 두모동 · 아양동 · 아주동 · 양정동 · 연초면 상동동· 고현동 · 장평동 · 사등면) - 통영시 (용남면 · 무전동 · 광도면 · 도산면) - 고성군 (고성읍 · 마암면 · 회화면) - 창원시 (마산합포구 (진전면 · 진북면 · 진동면 · 현동 · 우산동 · 예곡동 · 월영동 · 대내동 · 월남동 · 중앙동 · 서성동 · 부림동 · 창동 · 중성동) - 마산회원구 (상남동 · 회원동 · 석전동 · 합성동 · 구암동) - 의창구 (소계동 · 팔용동 · 동정동 · 서상동 · 중동 · 소답동 · 도계동 · 동읍) - 김해시 (진영읍 · 한림면 · 주촌면 · 풍유동 · 시흥동 · 전하동 · 강동)

부산광역시
- 강서구 죽동동

경상남도
- 김해시 (부원동 · 삼정동)

부산광역시
- 강서구 식만동

경상남도
- 김해시 불암동

부산광역시
- 강서구 (강동동 · 대저1동) - 북구 (덕천동 · 구포동 · 덕천동 · 만덕동) - 동래구 (온천동 · 명륜동 · 수안동 · 낙민동 · 안락동 · 명장동) - 금정구 (서동 · 금사동) - 해운대구 (석대동 · 반송동) - 기장군 (철마면 · 기장읍 · 일광읍 · 장안읍)

울산광역시
- 울주군 (온양읍 · 온산읍 · 온양읍 · 청량읍) - 남구 두왕동 - 울주군 청량읍 - 남구 무거동 - 중구 다운동 - 울주군 범서읍

경상북도
- 경주시 (외동읍 · 양남면 · 문무대왕면) - 포항시 남구 (오천읍 · 청림동)

## 노선
- (■): 자동차 전용도로 구간

### 경상남도
| 이름                                    | 접속 노선                                                                                | 소재지 | 소재지                                                                                        | 비고                                                                                 |
| --------------------------------------- | ---------------------------------------------------------------------------------------- | ------ | --------------------------------------------------------------------------------------------- | ------------------------------------------------------------------------------------ |
| 저구사거리                              | 지방도 제1018호선 (거제남서로) 남부해안로                                                | 거제시 | 남부면                                                                                        | 기점                                                                                 |
| 다포삼거리                              | 지방도 제1018호선 (거제남서로)                                                           | 거제시 | 남부면                                                                                        | 지방도 제1018호선과 중복                                                             |
| 다대다포항                              |                                                                                          | 거제시 | 남부면                                                                                        | 지방도 제1018호선과 중복                                                             |
| 함목삼거리                              | 해금강로                                                                                 | 거제시 | 남부면                                                                                        | 지방도 제1018호선과 중복                                                             |
| 학동삼거리                              | 지방도 제1018호선 (거제중앙로)                                                           | 거제시 | 동부면                                                                                        | 지방도 제1018호선과 중복                                                             |
| 망치삼거리                              | 북병산로                                                                                 | 거제시 | 일운면                                                                                        |                                                                                      |
| 구조라삼거리                            | 구조라로                                                                                 | 거제시 | 일운면                                                                                        |                                                                                      |
| 누우래재 교차로                         | 와현로                                                                                   | 거제시 | 일운면                                                                                        |                                                                                      |
| 신촌사거리                              | 반송재로 지세포해안로                                                                    | 거제시 | 일운면                                                                                        |                                                                                      |
| 대명리조트 거제마리나                   |                                                                                          | 거제시 | 일운면                                                                                        |                                                                                      |
| 옥림 교차로                             | 거제대로                                                                                 | 거제시 | 일운면                                                                                        | 상행 진입 불가 하행 진출 불가                                                        |
| 옥림교                                  |                                                                                          | 거제시 | 일운면                                                                                        |                                                                                      |
| 일운터널                                |                                                                                          | 거제시 | 일운면                                                                                        | 연장 900m                                                                            |
| 일운터널                                | 아주동                                                                                   | 거제시 |                                                                                               | 연장 900m                                                                            |
| 아양지하차도                            | 거제대로                                                                                 | 거제시 | 상행 진출 불가 하행 진입 불가                                                                 |                                                                                      |
| 대우조선해양                            |                                                                                          | 거제시 |                                                                                               |                                                                                      |
| 3.1기념탑 교차로                        | 탑곡로                                                                                   | 거제시 |                                                                                               |                                                                                      |
| 22번 교차로                             | 아주로                                                                                   | 거제시 |                                                                                               |                                                                                      |
| 21번 교차로                             | 거제대로 아주2로                                                                         | 거제시 |                                                                                               |                                                                                      |
| 아주터널                                |                                                                                          | 거제시 | 상행 연장 889m 하행 연장 853m                                                                 |                                                                                      |
| 양정터널                                |                                                                                          | 거제시 | 상행 연장 1,891m 하행 연장 1,898m                                                             |                                                                                      |
| 양정터널                                | 수양동                                                                                   | 거제시 | 상행 연장 1,891m 하행 연장 1,898m                                                             |                                                                                      |
| 상동 교차로                             | 지방도 제1018호선 (거제중앙로)                                                           | 거제시 | 상문동                                                                                        |                                                                                      |
| 계룡산 교차로                           | 장평2로 계룡로11길                                                                       | 거제시 | 장평동                                                                                        |                                                                                      |
| 장평 교차로 (1번 교차로)                | 국가지원지방도 제58호선 (거제대로)                                                       | 거제시 | 장평동                                                                                        | 국가지원지방도 제58호선과 중복 상행 진출 불가 하행 진입 불가                         |
| 사곡삼거리                              | 두동로                                                                                   | 거제시 | 사등면                                                                                        | 국가지원지방도 제58호선과 중복                                                       |
| 상사근육교                              | 가조로                                                                                   | 거제시 | 사등면                                                                                        | 국가지원지방도 제58호선과 중복                                                       |
| 성포삼거리                              | 성포로                                                                                   | 거제시 | 사등면                                                                                        | 국가지원지방도 제58호선과 중복                                                       |
| 신계 교차로                             | 지방도 제1018호선 (거제남서로)                                                           | 거제시 | 사등면                                                                                        | 국가지원지방도 제58호선과 중복 상행 진출만 가능                                      |
| 오량 교차로                             | 지방도 제1018호선 (거제남서로)                                                           | 거제시 | 사등면                                                                                        | 국가지원지방도 제58호선과 중복 상행 진출 불가                                        |
| 신거제대교                              |                                                                                          | 거제시 | 사등면                                                                                        | 국가지원지방도 제58호선과 중복                                                       |
| 신거제대교                              |                                                                                          | 통영시 | 용남면                                                                                        | 국가지원지방도 제58호선과 중복                                                       |
| 장평육교                                | 견내량로 원평길                                                                          | 통영시 | 용남면                                                                                        | 국가지원지방도 제58호선과 중복                                                       |
| 삼화삼거리                              | 장문로                                                                                   | 통영시 | 용남면                                                                                        | 국가지원지방도 제58호선과 중복                                                       |
| 통영 나들목                             | 35호선 통영대전고속도로                                                                  | 통영시 | 용남면                                                                                        | 국가지원지방도 제58호선과 중복                                                       |
| 미늘삼거리                              | 통영해안로                                                                               | 통영시 | 무전동                                                                                        | 국가지원지방도 제58호선과 중복                                                       |
| 관문사거리                              | 안개로 중앙로                                                                            | 통영시 | 무전동                                                                                        | 국가지원지방도 제58호선과 중복                                                       |
| (원문지하차도)                          | 국가지원지방도 제67호선 지방도 제1021호선 (원문로) (용호로) 장문로                       | 통영시 | 광도면                                                                                        | 국가지원지방도 제58, 67호선과 중복                                                   |
| (이름 없음)                             | 죽림4로                                                                                  | 통영시 | 광도면                                                                                        | 국가지원지방도 제58, 67호선과 중복                                                   |
| 북통영 나들목 (노산삼거리)              | 35호선 통영대전고속도로 국도 제77호선 국가지원지방도 제67호선 지방도 제1021호선 (안정로) | 통영시 | 광도면                                                                                        | 국도 제77호선과 중복 국가지원지방도 제58, 67호선과 중복 지방도 제1021호선과 중복     |
| 상노산 교차로                           | 한퇴길                                                                                   | 통영시 | 도산면                                                                                        | 국도 제77호선과 중복 국가지원지방도 제58호선과 중복 지방도 제1021호선과 중복         |
| 솔고개                                  |                                                                                          | 통영시 | 도산면                                                                                        | 국도 제77호선과 중복 국가지원지방도 제58호선과 중복 지방도 제1021호선과 중복         |
| 관덕삼거리                              | 지방도 제1021호선 (도산일주로)                                                           | 통영시 | 도산면                                                                                        | 국도 제77호선과 중복 국가지원지방도 제58호선과 중복 지방도 제1021호선과 중복         |
| 도산 교차로                             | 국도 제77호선 국가지원지방도 제58호선 (도산일주로) 지법길                                | 통영시 | 도산면                                                                                        | 국도 제77호선과 중복 국가지원지방도 제58호선과 중복                                  |
| 도산삼거리                              |                                                                                          | 통영시 | 도산면                                                                                        |                                                                                      |
| 노전 교차로                             | 도선선창길                                                                               | 통영시 | 도산면                                                                                        |                                                                                      |
| 여우치고개                              |                                                                                          | 통영시 | 도산면                                                                                        |                                                                                      |
| 거운 교차로                             | 월평1길                                                                                  | 통영시 | 도산면                                                                                        |                                                                                      |
| (이름 없음)                             | 지방도 제1010호선 (신월로)                                                               | 고성군 | 고성읍                                                                                        | 지방도 제1010호선과 중복                                                             |
| 월평삼거리                              | 월평로                                                                                   | 고성군 | 고성읍                                                                                        | 지방도 제1010호선과 중복                                                             |
| 신월 나들목                             | 국도 제33호선 (상정대로)                                                                 | 고성군 | 고성읍                                                                                        | 지방도 제1010호선과 중복                                                             |
| (이름 없음)                             | 동외로                                                                                   | 고성군 | 고성읍                                                                                        | 지방도 제1010호선과 중복                                                             |
| 율대사거리                              | 지방도 제1009호선 (공단로)                                                               | 고성군 | 고성읍                                                                                        | 지방도 제1010호선과 중복                                                             |
| (이름 없음)                             | 중앙로                                                                                   | 고성군 | 고성읍                                                                                        | 지방도 제1010호선과 중복                                                             |
| 송학 교차로                             | 지방도 제1010호선 (동해로) 송학로                                                        | 고성군 | 고성읍                                                                                        | 지방도 제1010호선과 중복                                                             |
| 송학삼거리 (송학고가육교)               | 송학고분로                                                                               | 고성군 | 고성읍                                                                                        |                                                                                      |
| 대평 교차로                             | 대평1길                                                                                  | 고성군 | 고성읍                                                                                        |                                                                                      |
| 우산 교차로                             | 대평로                                                                                   | 고성군 | 고성읍                                                                                        |                                                                                      |
| 평계 교차로                             | 죽계3길                                                                                  | 고성군 | 고성읍                                                                                        |                                                                                      |
| 고성 나들목                             | 35호선 통영대전고속도로                                                                  | 고성군 | 마암면                                                                                        |                                                                                      |
| 두호 교차로                             | 두호2길                                                                                  | 고성군 | 마암면                                                                                        |                                                                                      |
| 부곡 교차로                             | 삼락3길                                                                                  | 고성군 | 마암면                                                                                        |                                                                                      |
| 삼락 교차로                             | 당항만로                                                                                 | 고성군 | 마암면                                                                                        |                                                                                      |
| 보대 교차로                             | 보전1길 보전2길                                                                          | 고성군 | 마암면                                                                                        |                                                                                      |
| 동정 교차로                             | 남해안대로                                                                               | 고성군 | 마암면                                                                                        |                                                                                      |
| 마암터널                                |                                                                                          | 고성군 | 마암면                                                                                        | 상행 연장 532m 하행 연장 542m                                                        |
| 배둔터널                                |                                                                                          | 고성군 | 회화면                                                                                        | 상행 연장 925m 하행 연장 950m                                                        |
| 공룡 교차로                             | 남해안대로                                                                               | 고성군 | 회화면                                                                                        |                                                                                      |
| 고성성심병원                            |                                                                                          | 고성군 | 회화면                                                                                        |                                                                                      |
| 적석산 교차로                           | 구만로                                                                                   | 고성군 | 회화면                                                                                        | 남진 교차로와 연결                                                                   |
| 고성터널 신고성터널                     |                                                                                          | 고성군 | 회화면                                                                                        | 고성터널 하행 전용 신고성터널 상행 전용 연장 440m                                    |
| 고성터널 신고성터널                     |                                                                                          | 창원시 | 마산합포구 진전면                                                                             | 고성터널 하행 전용 신고성터널 상행 전용 연장 440m                                    |
| 회동 교차로                             | 대실로 탑동길                                                                            | 창원시 | 마산합포구 진전면                                                                             |                                                                                      |
| 서대 교차로                             | 오서1길                                                                                  | 창원시 | 마산합포구 진전면                                                                             |                                                                                      |
| 호산 교차로 (호산1교)                   | 삼진의거대로                                                                             | 창원시 | 마산합포구 진전면                                                                             | 임곡 교차로 통해서 국도 제2호선 진주 방면 진출입                                     |
| 호산2교 호산3교 진전천교                |                                                                                          | 창원시 | 마산합포구 진전면                                                                             |                                                                                      |
| 대산 교차로                             | 국도 제2호선 (진마대로)                                                                  | 창원시 | 마산합포구 진전면                                                                             | 국도 제2호선과 중복 상행 진출 불가 하행 진입 불가                                    |
| 진목 교차로 (진목IC교)                  | 국도 제77호선 국가지원지방도 제67호선 (삼진의거대로)                                     | 창원시 | 마산합포구 진전면                                                                             | 국도 제2, 77호선과 중복 국가지원지방도 제67호선과 중복 상행 진출 불가 하행 진입 불가 |
| 신기교                                  |                                                                                          | 창원시 | 마산합포구 진전면                                                                             | 국도 제2, 77호선과 중복 국가지원지방도 제67호선과 중복                               |
| 진전터널                                |                                                                                          | 창원시 | 마산합포구 진전면                                                                             | 국도 제2, 77호선과 중복 국가지원지방도 제67호선과 중복 상행 연장 550m 하행 연장 600m |
| 진전터널                                | 마산합포구 진북면                                                                        | 창원시 |                                                                                               | 국도 제2, 77호선과 중복 국가지원지방도 제67호선과 중복 상행 연장 550m 하행 연장 600m |
| 옥곡교 예곡교                           |                                                                                          | 창원시 | 국도 제2, 77호선과 중복 국가지원지방도 제67호선과 중복                                        |                                                                                      |
| 예곡 교차로                             | 의림로                                                                                   | 창원시 | 국도 제2, 77호선과 중복 국가지원지방도 제67호선과 중복 상행 진출 불가 하행 진입 불가          |                                                                                      |
| 인곡교                                  |                                                                                          | 창원시 | 국도 제2, 77호선과 중복 국가지원지방도 제67호선과 중복                                        |                                                                                      |
| 지산 분기점                             | 국도 제79호선 국가지원지방도 제67호선 (진함로)                                           | 창원시 | 국도 제2, 77, 79호선과 중복 국가지원지방도 제67호선과 중복 상행 진입 불가 하행 진출 불가      |                                                                                      |
| 지산교 대평교                           |                                                                                          | 창원시 | 국도 제2, 77, 79호선과 중복                                                                   |                                                                                      |
| 진북 교차로                             | 지방도 제1021호선 (학동로)                                                               | 창원시 | 국도 제2, 77, 79호선과 중복 상행 진출 불가 하행 진입 불가                                     |                                                                                      |
| 덕곡천교 진동천교                       |                                                                                          | 창원시 | 국도 제2, 77, 79호선과 중복                                                                   |                                                                                      |
| 진동 교차로                             | 진북산업로                                                                               | 창원시 | 국도 제2, 77, 79호선과 중복                                                                   |                                                                                      |
| 진동교                                  |                                                                                          | 창원시 | 국도 제2, 77, 79호선과 중복                                                                   |                                                                                      |
| 진북터널                                |                                                                                          | 창원시 | 국도 제2, 77, 79호선과 중복 상행 연장 916m 하행 연장 927m                                     |                                                                                      |
| 진북터널                                | 마산합포구 진동면                                                                        | 창원시 | 국도 제2, 77, 79호선과 중복 상행 연장 916m 하행 연장 927m                                     |                                                                                      |
| 태봉교 신대방교                         |                                                                                          | 창원시 | 국도 제2, 77, 79호선과 중복                                                                   |                                                                                      |
| 신대방삼거리                            | 삼진의거대로                                                                             | 창원시 | 국도 제2, 77, 79호선과 중복                                                                   |                                                                                      |
| 오산 교차로 (오산교)                    | 오산3길                                                                                  | 창원시 | 국도 제2, 77, 79호선과 중복                                                                   |                                                                                      |
| 태봉 교차로 (태봉2교)                   | 태봉2길                                                                                  | 창원시 | 국도 제2, 77, 79호선과 중복                                                                   |                                                                                      |
| 신촌교                                  | 동전길 태봉2길                                                                           | 창원시 | 국도 제2, 77, 79호선과 중복                                                                   |                                                                                      |
| 동전터널 신동전터널                     |                                                                                          | 창원시 | 국도 제2, 77, 79호선과 중복 동전터널 하행 전용 (연장 600m) 신동전터널 상행 전용 (연장 1,080m) |                                                                                      |
| 동전터널 신동전터널                     | 마산합포구                                                                               | 창원시 | 국도 제2, 77, 79호선과 중복 동전터널 하행 전용 (연장 600m) 신동전터널 상행 전용 (연장 1,080m) |                                                                                      |
| 현동 분기점                             | 국도 제5호선 (구산중앙로)                                                                | 창원시 | 국도 제2, 5, 77, 79호선과 중복                                                                |                                                                                      |
| 우산 교차로                             | 밤밭고개로                                                                               | 창원시 | 국도 제2, 5, 77, 79호선과 중복 상행 진입 불가 하행 진출 불가                                  |                                                                                      |
| 우산교                                  |                                                                                          | 창원시 | 국도 제2, 5, 77, 79호선과 중복                                                                |                                                                                      |
| 옥동 교차로                             | 현동로 밤밭고개로                                                                        | 창원시 | 국도 제2, 5, 77, 79호선과 중복 상행 진출 불가 하행 진입 불가                                  |                                                                                      |
| 현동 교차로                             | 국도 제2호선 국도 제77호선 (남해안대로) 국도 제5호선 (경남대로)                          | 창원시 | 국도 제2, 5, 77, 79호선과 중복                                                                |                                                                                      |
| 우산2교                                 |                                                                                          | 창원시 | 국도 제79호선과 중복                                                                          |                                                                                      |
| (이름 없음)                             | 무학로                                                                                   | 창원시 | 국도 제79호선과 중복                                                                          |                                                                                      |
| 월영광장 경남대학교                     | 가포로 경남대학로 월영북로 해안대로                                                      | 창원시 | 국도 제79호선과 중복                                                                          |                                                                                      |
| 반월동주민센터                          |                                                                                          | 창원시 | 국도 제79호선과 중복                                                                          |                                                                                      |
| 마산합포구청 마산의료원                 |                                                                                          | 창원시 | 국도 제79호선과 중복                                                                          |                                                                                      |
| 무학초등학교                            |                                                                                          | 창원시 | 국도 제79호선과 중복                                                                          |                                                                                      |
| 서성광장                                | 서성로 합포로                                                                            | 창원시 | 국도 제79호선과 중복                                                                          |                                                                                      |
| (이름 없음)                             | 북성로                                                                                   | 창원시 | 국도 제79호선과 중복                                                                          |                                                                                      |
| 6호광장                                 | 불종거리로 천하장사로 허당로                                                             | 창원시 | 국도 제79호선과 중복                                                                          |                                                                                      |
| (이름 없음)                             | 무학로                                                                                   | 창원시 | 국도 제79호선과 중복                                                                          | 마산회원구                                                                           |
| 석전교 교차로                           | 국가지원지방도 제30호선 (삼호로)                                                         | 창원시 | 국도 제79호선과 중복 국가지원지방도 제30호선과 중복                                           | 마산회원구                                                                           |
| 마산역앞                                | 마산역광장로 양덕로                                                                      | 창원시 | 국도 제79호선과 중복 국가지원지방도 제30호선과 중복                                           | 마산회원구                                                                           |
| 마산시외버스터미널                      |                                                                                          | 창원시 | 국도 제79호선과 중복 국가지원지방도 제30호선과 중복                                           | 마산회원구                                                                           |
| 동마산 나들목                           | 102호선 남해고속도로 제1지선                                                             | 창원시 | 국도 제79호선과 중복 국가지원지방도 제30호선과 중복                                           | 마산회원구                                                                           |
| 창원육교                                |                                                                                          | 창원시 | 국도 제79호선과 중복 국가지원지방도 제30호선과 중복                                           | 마산회원구                                                                           |
|                                         | 의창구                                                                                   | 창원시 | 국도 제79호선과 중복 국가지원지방도 제30호선과 중복                                           |                                                                                      |
| 소계광장                                | 국도 제79호선 (정렬대로)                                                                 | 창원시 | 국도 제79호선과 중복 국가지원지방도 제30호선과 중복                                           |                                                                                      |
| 창원역사거리 (창원역시외고속버스정류소) | 의창대로62번길                                                                           | 창원시 | 국가지원지방도 제30호선과 중복                                                                |                                                                                      |
| 창원역삼거리                            | 사화로                                                                                   | 창원시 | 국가지원지방도 제30호선과 중복                                                                |                                                                                      |
| 서상삼거리                              | 남산로                                                                                   | 창원시 | 국가지원지방도 제30호선과 중복                                                                |                                                                                      |
| 동정삼거리                              | 서상로                                                                                   | 창원시 | 국가지원지방도 제30호선과 중복                                                                |                                                                                      |
| 의창사거리                              | 천주로 팔용로                                                                            | 창원시 | 국가지원지방도 제30호선과 중복                                                                |                                                                                      |
| 삼구사사거리                            | 평산로 의창대로261번길                                                                   | 창원시 | 국가지원지방도 제30호선과 중복                                                                |                                                                                      |
| 도계광장                                | 원이대로                                                                                 | 창원시 | 국가지원지방도 제30호선과 중복                                                                |                                                                                      |
| 남산 교차로                             | 국도 제25호선 (해원로) 의창대로 지개남산로                                               | 창원시 | 의창구 동읍                                                                                   | 국도 제25호선과 중복 국가지원지방도 제30호선과 중복                                  |
| 덕천1교                                 |                                                                                          | 창원시 | 의창구 동읍                                                                                   | 국도 제25호선과 중복 국가지원지방도 제30호선과 중복                                  |
| 덕산 교차로 (덕천2교)                   | 의창대로                                                                                 | 창원시 | 의창구 동읍                                                                                   | 국도 제25호선과 중복 국가지원지방도 제30호선과 중복                                  |
| 덕천3교                                 |                                                                                          | 창원시 | 의창구 동읍                                                                                   | 국도 제25호선과 중복 국가지원지방도 제30호선과 중복                                  |
| 덕천 교차로 (덕천고가교)                | 국가지원지방도 제30호선 (동읍로)                                                         | 창원시 | 의창구 동읍                                                                                   | 국도 제25호선과 중복 국가지원지방도 제30호선과 중복                                  |
| 용잠3교                                 |                                                                                          | 창원시 | 의창구 동읍                                                                                   | 국도 제25호선과 중복                                                                 |
| 무점터널                                |                                                                                          | 창원시 | 의창구 동읍                                                                                   | 국도 제25호선과 중복 연장 350m                                                       |
| 무점교                                  |                                                                                          | 창원시 | 의창구 동읍                                                                                   | 국도 제25호선과 중복                                                                 |
| 신좌곤교                                |                                                                                          | 김해시 | 진영읍                                                                                        | 국도 제25호선과 중복                                                                 |
| 남포 교차로 (주천1교)                   | 진남로                                                                                   | 김해시 | 진영읍                                                                                        | 국도 제25호선과 중복                                                                 |
| 주천2교                                 |                                                                                          | 김해시 | 진영읍                                                                                        | 국도 제25호선과 중복                                                                 |
| 진영 교차로                             | 국도 제25호선 (진산대로)                                                                 | 김해시 | 진영읍                                                                                        | 국도 제25호선과 중복                                                                 |
| 주천2교 주천1교                         |                                                                                          | 김해시 | 진영읍                                                                                        |                                                                                      |
| 본산 교차로                             |                                                                                          | 김해시 | 진영읍                                                                                        |                                                                                      |
| 본산터널                                |                                                                                          | 김해시 | 진영읍                                                                                        |                                                                                      |
| 본산1교                                 |                                                                                          | 김해시 | 진영읍                                                                                        |                                                                                      |
| 금봉 교차로                             |                                                                                          | 김해시 | 진영읍                                                                                        |                                                                                      |
| 본산2교                                 |                                                                                          | 김해시 | 진영읍                                                                                        |                                                                                      |
| 금봉양지터널                            |                                                                                          | 김해시 | 진영읍                                                                                        |                                                                                      |
| 화포천교                                |                                                                                          | 김해시 | 진영읍                                                                                        |                                                                                      |
| 퇴래교                                  |                                                                                          | 김해시 | 한림면                                                                                        |                                                                                      |
| 한림 교차로 (한림고가교)                | 김해대로                                                                                 | 김해시 | 한림면                                                                                        |                                                                                      |
| 병동 교차로                             | 김해대로974번길                                                                          | 김해시 | 한림면                                                                                        | 상행 진출 불가 하행 진입 불가                                                        |
| 김해1터널                               |                                                                                          | 김해시 | 한림면                                                                                        | 상행 연장 1,502m 하행 연장 1,510m                                                    |
| 김해1터널                               | 주촌면                                                                                   | 김해시 |                                                                                               | 상행 연장 1,502m 하행 연장 1,510m                                                    |
| 덕암 교차로                             | 서부로1637번길                                                                           | 김해시 |                                                                                               |                                                                                      |
| 김해2터널                               |                                                                                          | 김해시 | 연장 480m                                                                                     |                                                                                      |
| 김해3터널                               |                                                                                          | 김해시 | 연장 380m                                                                                     |                                                                                      |
| 대박교                                  |                                                                                          | 김해시 |                                                                                               |                                                                                      |
| 주촌 교차로                             | 지방도 제1042호선 (서부로)                                                               | 김해시 |                                                                                               |                                                                                      |
| 농소2교                                 |                                                                                          | 김해시 |                                                                                               |                                                                                      |
|                                         | 칠산서부동                                                                               | 김해시 |                                                                                               |                                                                                      |
| 칠산 교차로                             | 10호선 남해고속도로 지방도 제1020호선 (칠산로) 금관대로                                  | 김해시 | 서김해 나들목과 연결                                                                          |                                                                                      |
| 강동교                                  |                                                                                          | 김해시 |                                                                                               |                                                                                      |

### 부산광역시·경상남도김해시일부
| 이름                         | 접속 노선                                                      | 소재지                                        | 소재지                               | 비고                           |
| ---------------------------- | -------------------------------------------------------------- | --------------------------------------------- | ------------------------------------ | ------------------------------ |
| 강동교                       |                                                                | 부산광역시                                    | 강서구                               |                                |
| 부원 교차로                  | 호계로                                                         | 부산광역시                                    | 강서구                               |                                |
| 식만 분기점                  | 국가지원지방도 제69호선 (서낙동로)                             | 부산광역시                                    | 강서구                               | 국가지원지방도 제69호선과 중복 |
| 식만교                       |                                                                | 부산광역시                                    | 강서구                               | 국가지원지방도 제69호선과 중복 |
|                              | 김해시                                                         | 불암동                                        |                                      |                                |
| 김해교 서단 (불암지하차도)   | 김해시                                                         | 불암동                                        | 김해대로 대동로                      |                                |
| 김해교                       | 김해시                                                         | 불암동                                        |                                      |                                |
|                              | 부산광역시                                                     | 강서구                                        |                                      |                                |
| 대사1구 교차로 (대사역)      | 부산광역시                                                     | 강서구                                        | 제도로 낙동북로73번길 낙동북로76번길 |                                |
| 평강역                       | 부산광역시                                                     | 강서구                                        | 대저중앙로                           |                                |
| (이름 없음)                  | 부산광역시                                                     | 강서구                                        | 대저로                               |                                |
| 대저역 체육공원역            | 부산광역시                                                     | 강서구                                        |                                      |                                |
| 신대저 교차로 (대상지하차도) | 부산광역시                                                     | 강서구                                        | 체육공원로                           |                                |
| 강서구청 (강서구청역)        | 부산광역시                                                     | 강서구                                        |                                      |                                |
| 대동사거리                   | 부산광역시                                                     | 강서구                                        | 공항로                               | 상행 진출 불가 하행 진입 불가  |
| 구포대교                     | 부산광역시                                                     | 강서구                                        |                                      |                                |
|                              | 부산광역시                                                     | 북구                                          |                                      |                                |
| 구포대교 교차로              | 부산광역시                                                     |                                               |                                      |                                |
| 구포역                       | 부산광역시                                                     |                                               |                                      |                                |
| 덕천 교차로 (덕천역)         | 부산광역시                                                     | 국도 제35호선 (금곡대로) 백양대로             |                                      |                                |
| 숙등 교차로                  | 부산광역시                                                     | 의성로                                        |                                      |                                |
| 숙등역                       | 부산광역시                                                     |                                               |                                      |                                |
| 남산정 교차로 (남산정역)     | 부산광역시                                                     | 기찰로 만덕3로                                |                                      |                                |
| 고속도로입구 교차로          | 부산광역시                                                     | 부산광역시도 제66호선 (남해고속도로 연결도로) |                                      |                                |
| 만덕사거리 (만덕역)          | 부산광역시                                                     | 만덕1로 만덕2로                               |                                      |                                |
| (이름 없음)                  | 부산광역시                                                     | 구만덕로                                      |                                      |                                |
| 만덕2터널                    | 부산광역시                                                     |                                               | 연장 3084m                           |                                |
| 만덕2터널                    | 부산광역시                                                     | 동래구                                        | 연장 3084m                           |                                |
| 미남 교차로 (미남역)         | 부산광역시                                                     | 아시아드대로 우장춘로                         |                                      |                                |
| 내성 교차로 (동래역)         | 부산광역시                                                     | 국도 제7호선 (중앙대로)                       |                                      |                                |
| 동래 교차로 (수안역)         | 부산광역시                                                     | 명륜로                                        |                                      |                                |
| 동래고등학교 (낙민역)        | 부산광역시                                                     | 낙민로                                        |                                      |                                |
| 안락 교차로                  | 부산광역시                                                     | 반송로 충렬대로 충렬대로350번길               |                                      |                                |
| 충렬사역 명장역              | 부산광역시                                                     |                                               |                                      |                                |
| 금사입구                     | 부산광역시                                                     | 서동중심로                                    | 금정구                               |                                |
| 서동역                       | 부산광역시                                                     |                                               | 금정구                               |                                |
| 금사 교차로                  | 부산광역시                                                     | 개좌로 서동로                                 | 금정구                               |                                |
| 금사역                       | 부산광역시                                                     |                                               | 금정구                               |                                |
| 동천교 동단                  | 부산광역시                                                     | 번영로                                        | 금정구                               |                                |
| 동천교                       | 부산광역시                                                     |                                               | 금정구                               |                                |
|                              | 부산광역시                                                     | 해운대구                                      |                                      |                                |
| 석대사거리                   | 부산광역시                                                     | 수영강변대로                                  |                                      |                                |
| 반여농산물시장역             | 부산광역시                                                     |                                               |                                      |                                |
| (이름 없음)                  | 부산광역시                                                     | 석대로                                        |                                      |                                |
| 영산대역                     | 부산광역시                                                     | 아랫반송로                                    |                                      |                                |
| 운송초등학교 반송보건지소    | 부산광역시                                                     |                                               |                                      |                                |
| 반송2호교 교차로             | 부산광역시                                                     | 윗반송로                                      |                                      |                                |
| 윗반송역                     | 부산광역시                                                     |                                               |                                      |                                |
| 운봉삼거리 (고촌역)          | 부산광역시                                                     | 윗반송로                                      |                                      |                                |
| 안평역                       | 고촌로                                                         | 기장군                                        | 철마면                               |                                |
| 안평차량기지                 |                                                                | 기장군                                        | 철마면                               |                                |
| 철마삼거리                   | 철마로                                                         | 기장군                                        | 철마면                               |                                |
| 중앙사거리                   | 차성로                                                         | 기장군                                        | 기장읍                               |                                |
| 교리삼거리                   | 기장대로                                                       | 기장군                                        | 기장읍                               |                                |
| 기장체육관                   |                                                                | 기장군                                        | 기장읍                               |                                |
| 부산기장경찰서               |                                                                | 기장군                                        | 일광읍                               |                                |
| 일광 교차로                  | 일광로                                                         | 기장군                                        | 일광읍                               |                                |
| 새싹삼거리                   | 이화로                                                         | 기장군                                        | 일광읍                               |                                |
| 기장 나들목 (일광 교차로)    | 600호선 부산외곽순환고속도로 65호선 동해고속도로 국도 제31호선 | 기장군                                        | 일광읍                               |                                |
| 화전 교차로                  | 화용길                                                         | 기장군                                        | 일광읍                               |                                |
| 청광고가교                   | 아시아드CC                                                     | 기장군                                        | 일광읍                               |                                |
| 좌천삼거리                   | 좌천로                                                         | 기장군                                        | 일광읍                               |                                |
| 좌천교                       |                                                                | 기장군                                        | 일광읍                               |                                |
|                              | 장안읍                                                         | 기장군                                        |                                      |                                |
| 좌천사거리 (소토육교)        | 국가지원지방도 제60호선 (정관로) (좌천로)                      | 기장군                                        |                                      |                                |
| 좌동삼거리                   | 좌동길                                                         | 기장군                                        |                                      |                                |
| 장안 나들목 (장안IC 교차로)  | 65호선 동해고속도로                                            | 기장군                                        |                                      |                                |
| 장안삼거리                   | 장안로                                                         | 기장군                                        |                                      |                                |
| 기룡리 교차로                | 장안로                                                         | 기장군                                        | 하행 진입만 가능                     |                                |
| 기룡 교차로                  | 반룡로                                                         | 기장군                                        |                                      |                                |
| 명례휴게소                   |                                                                | 기장군                                        |                                      |                                |

### 울산광역시
| 이름                        | 접속 노선                               | 소재지     | 소재지 | 비고        |
| --------------------------- | --------------------------------------- | ---------- | ------ | ----------- |
| 명례휴게소                  |                                         | 울주군     | 온양읍 |             |
| 운화리                      | 대운상대길 음달길                       | 울주군     | 온양읍 |             |
| 운화교                      |                                         | 울주군     | 온양읍 |             |
| 온양사거리                  | 광청로 온양로                           | 울주군     | 온양읍 |             |
| 남창삼거리                  | 남창강변로                              | 울주군     | 온양읍 |             |
| 남창1교 남창2교             |                                         | 울주군     | 온양읍 |             |
| 외고산삼거리                | 외고산길                                | 울주군     | 온양읍 |             |
| 온산삼거리                  | 덕신로                                  | 울주군     | 온양읍 |             |
| 망양삼거리                  | 덕망로                                  | 울주군     | 온양읍 |             |
| 원동삼거리                  | 원동3길                                 | 울주군     | 온양읍 |             |
| 동천1교                     |                                         | 울주군     | 온양읍 |             |
|                             | 청량읍                                  | 울주군     |        |             |
| 동천2교 동천3교             |                                         | 울주군     |        |             |
| 제네삼거리                  | 덕하로                                  | 울주군     |        |             |
| 청량 나들목 (청량IC 교차로) | 65호선 동해고속도로 신항로              | 울주군     |        |             |
| 덕정 교차로                 | 삼정로                                  | 울주군     |        |             |
| 개산교                      |                                         | 울주군     |        |             |
| 개산 교차로                 | 청량천변로                              | 울주군     |        |             |
| 신두왕사거리                | 국도 제31호선 (청량로) (남창로)         | 울산광역시 | 남구   |             |
| 생태이동통로                |                                         | 울산광역시 | 남구   | 연장 약 40m |
| 구당교 진곡교 개곡1교       |                                         | 울주군     | 청량읍 |             |
| 개곡사거리 (개곡2교)        | 청량천변로 진곡만주길                   | 울주군     | 청량읍 |             |
| 문죽교                      |                                         | 울주군     | 청량읍 |             |
| 문죽 교차로                 | 국도 제7호선 (이예로)                   | 울주군     | 청량읍 |             |
| 두현1교 두현2교             |                                         | 울주군     | 청량읍 |             |
| 율리공영차고지 교차로       | 웅촌로                                  | 울주군     | 청량읍 |             |
| 두현삼거리                  | 청량천변로                              | 울주군     | 청량읍 |             |
| 무거정류장                  |                                         | 울주군     | 청량읍 |             |
| 무거삼거리                  | 문수로                                  | 울산광역시 | 남구   |             |
| 우신고등학교앞              | 대학로11번길                            | 울산광역시 | 남구   |             |
| 정골삼거리                  | 옥현로                                  | 울산광역시 | 남구   |             |
| 울산과학대학교 서부캠퍼스   | 대학로55번길                            | 울산광역시 | 남구   |             |
| 울산대학교                  |                                         | 울산광역시 | 남구   |             |
| 울산대후문                  |                                         | 울산광역시 | 남구   |             |
| 쇠정사거리                  | 신복로                                  | 울산광역시 | 남구   |             |
| 울산 나들목 (신복 교차로)   | 16호선 울산고속도로 남부순환도로 삼호로 | 울산광역시 | 남구   |             |
| 산호아파트앞                | 삼호로37번길                            | 울산광역시 | 남구   |             |
| 삼호교남 교차로             | 국도 제24호선 (울밀로) 남산로           | 울산광역시 | 남구   |             |
| 삼호교                      |                                         | 울산광역시 | 남구   |             |
|                             | 중구                                    | 울산광역시 |        |             |
| 다운사거리                  | 북부순환도로 태화로                     | 울산광역시 |        |             |
| 삼성아파트단지입구          | 구루미2길 운곡길                        | 울산광역시 |        |             |
| 다운현대아파트입구          | 구루미4길 운곡6길                       | 울산광역시 |        |             |
| 척과교                      |                                         | 울산광역시 |        |             |
| 다운초교앞                  | 다운2길 다운13길                        | 울산광역시 |        |             |
| 다운아파트입구              | 다운로 다운3길                          | 울산광역시 |        |             |
| 다운동아아파트앞            |                                         | 울산광역시 |        |             |
| (이름 없음)                 | 다전로                                  | 울산광역시 |        |             |
| 서사사거리                  | 서사로                                  | 울주군     | 범서읍 |             |
| 대신교                      |                                         | 울주군     | 범서읍 |             |
| 척과구룡 나들목             | 65호선 동해고속도로                     | 울주군     | 범서읍 |             |

### 경상북도

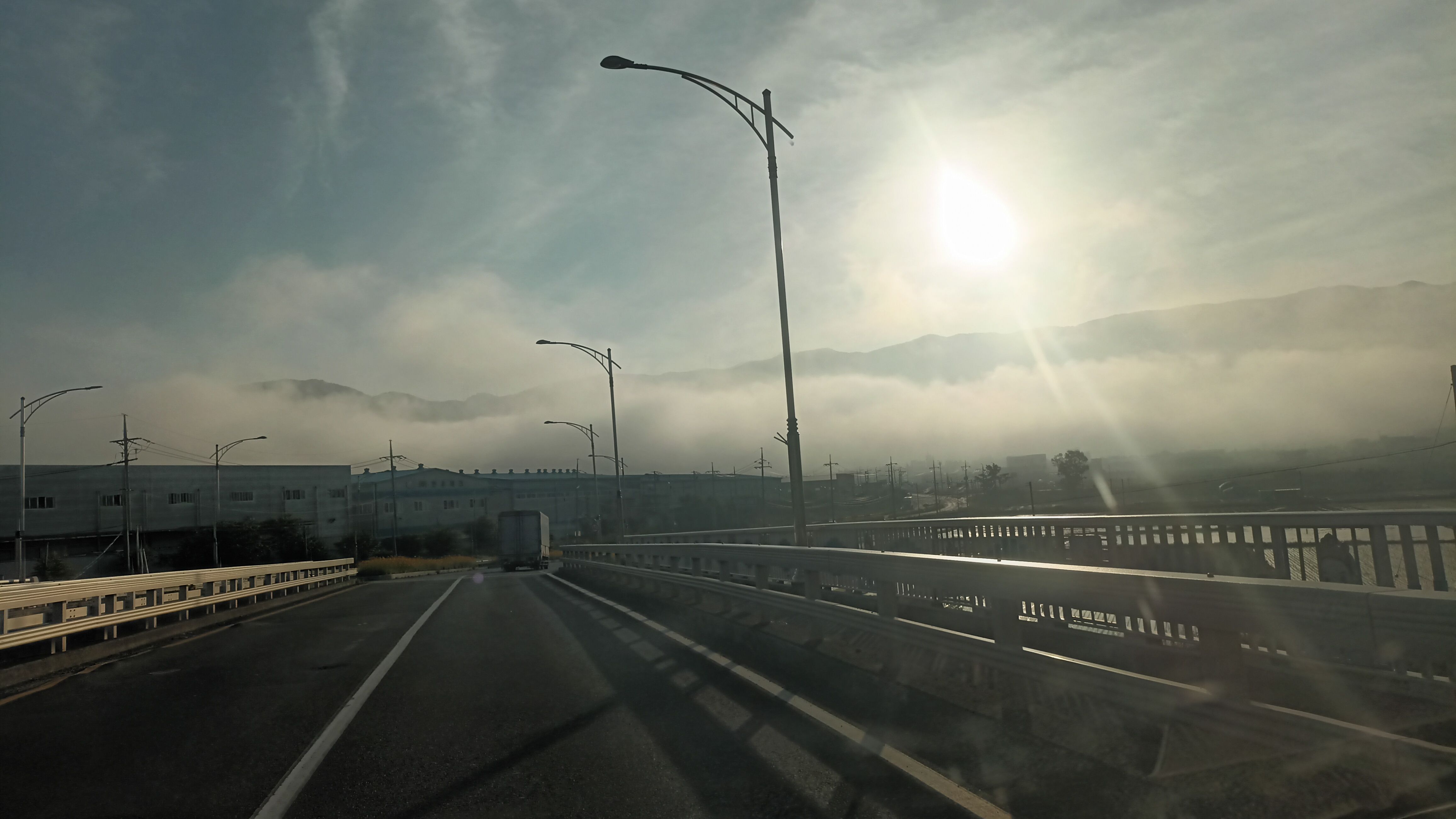
경주시 외동읍 우박대교

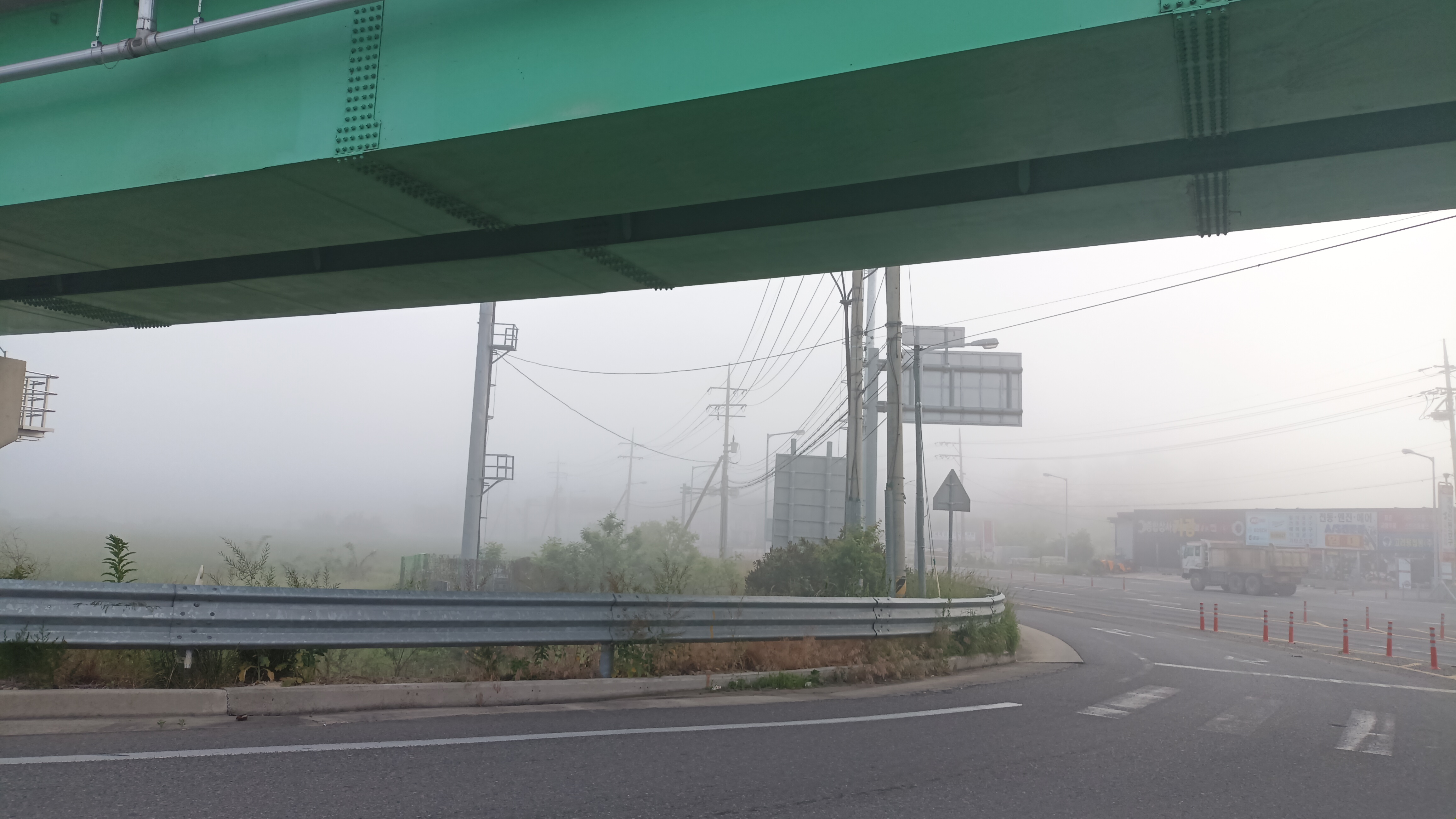
안개 속 외동교차로

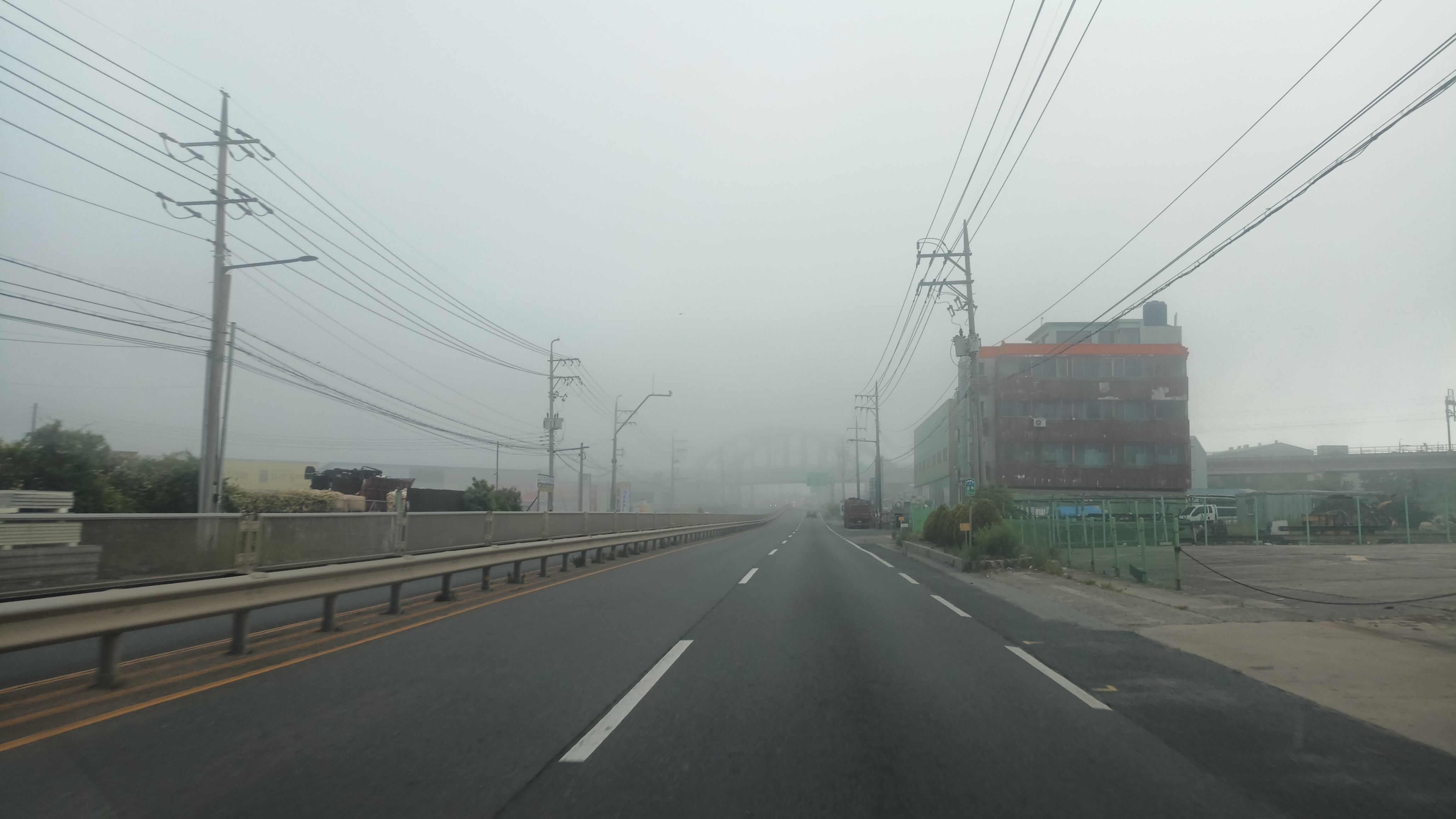
경주시 외동읍 구어리와 안개 속의 국도 제14호선

| 이름                        | 접속 노선                       | 소재지 | 소재지      | 비고                    |
| --------------------------- | ------------------------------- | ------ | ----------- | ----------------------- |
| 녹동리                      |                                 | 경주시 | 외동읍      |                         |
| 석계교 남단                 |                                 | 경주시 | 외동읍      |                         |
| 우박대교                    |                                 | 경주시 | 외동읍      |                         |
| 모화사거리                  | 국도 제7호선 (산업로)           | 경주시 | 외동읍      | 국도 제7호선과 중복     |
| 외동농공단지                |                                 | 경주시 | 외동읍      | 국도 제7호선과 중복     |
| 구어사거리                  | 국도 제7호선 (산업로)           | 경주시 | 외동읍      | 국도 제7호선과 중복     |
| 입실삼거리                  | 입실로                          | 경주시 | 외동읍      |                         |
| (이름 없음)                 | 읍청사로                        | 경주시 | 외동읍      |                         |
| 이스트힐CC                  | 지방도 제945호선                | 경주시 | 양남면      |                         |
| (이름 없음)                 | 지방도 제904호선 (외남로)       | 경주시 | 양남면      | 1차선 구간              |
| 효재                        |                                 | 경주시 | 양남면      | 1차선 구간              |
| 죽전교                      |                                 | 경주시 | 문무대왕면  | 1차선 구간              |
| 송전2교 송전1교 두산대교    |                                 | 경주시 | 문무대왕면  | 1차선 구간              |
| 두산 교차로                 | 지방도 제929호선 (문무대왕로)   | 경주시 | 문무대왕면  | 지방도 제929호선과 중복 |
| 동경주 나들목 (어일 교차로) | 65호선 동해고속도로             | 경주시 | 문무대왕면  | 지방도 제929호선과 중복 |
| 척현 교차로                 | 감은로                          | 경주시 | 문무대왕면  | 지방도 제929호선과 중복 |
| 양북 교차로                 | 감은로                          | 경주시 | 문무대왕면  | 지방도 제929호선과 중복 |
| 양북보건지소                |                                 | 경주시 | 문무대왕면  | 지방도 제929호선과 중복 |
| 와읍 교차로                 | 국도 제4호선 (토함산로) 경감로  | 경주시 | 문무대왕면  | 지방도 제929호선과 중복 |
| 와읍교                      |                                 | 경주시 | 문무대왕면  | 지방도 제929호선과 중복 |
| 와읍교 서단                 | 지방도 제929호선 (와읍용동길)   | 경주시 | 문무대왕면  | 지방도 제929호선과 중복 |
| 안동삼거리                  | 경감로                          | 경주시 | 문무대왕면  |                         |
| 호암교 기림사 용동교        |                                 | 경주시 | 문무대왕면  |                         |
| 진전교 갈평교               |                                 | 포항시 | 남구 오천읍 |                         |
| 오천 교차로                 | 정몽주로294번길                 | 포항시 | 남구 오천읍 |                         |
| (이름 없음)                 | 철강로                          | 포항시 | 남구 오천읍 |                         |
| 오천읍사무소                |                                 | 포항시 | 남구 오천읍 |                         |
| (오천시장입구)              | 지방도 제929호선 (장기로)       | 포항시 | 남구 오천읍 |                         |
| 오천초등학교                |                                 | 포항시 | 남구 오천읍 |                         |
| 용덕사거리                  | 정몽주로616번길 정몽주로617번길 | 포항시 | 남구 오천읍 |                         |
| (이름 없음)                 | 충무로                          | 포항시 | 남구 오천읍 |                         |
| 청림삼거리                  | 국도 제31호선 (동해안로)        | 포항시 | 남구        |                         |

## 도로명
경상남도
- 거제시 남부면 저구사거리 ~ 일운면 옥림 교차로 : 거제대로
- 거제시 일운면 옥림 교차로 ~ 아주동 아양지하차도 : 국도우회1로
- 거제시 아주동 아양지하차도 ~ 21번 교차로 : 거제대로
- 거제시 아주동 21번 교차로 ~ 장평동 1번 교차로 : 국도우회로
- 거제시 장평동 1번 교차로 ~ 고현동 사등면 신거제대교 : 거제대로
- 통영시 용남면 신거제대교 ~ 창원시 마산합포구 진북면 현동 교차로 : 남해안대로
- 창원시 마산합포구 진북면 현동 교차로 ~ 월영광장 : 밤밭고개로
- 창원시 마산합포구 월영광장 ~ 마산회원구 창원육교 : 3.15대로
- 창원시 마산회원구 창원육교 ~ 의창구 동읍 남산 교차로 : 의창대로
- 창원시 의창구 동읍 남산 교차로 ~ 김해시 진영읍 진영 교차로 : 해원로
- 김해시 진영읍 진영 교차로 ~ 공설운동장 교차로 : 진산대로
- 김해시 진영읍 공설운동장 교차로 ~ 한림면 소업삼거리 : 김해대로
- 김해시 한림면 소업삼거리 ~ 칠산서부동 강동교 : 동서대로

부산광역시
- 강서구 강동교 ~ 식만 분기점 : 동서대로
- 강서구 식만 분기점 ~ 경상남도 김해시 불암동 김해교 동단 : 서낙동로
- 경상남도 김해시 불암동 김해교 ~ 북구 구포대교 교차로 : 낙동북로
- 북구 구포대교 교차로 ~ 덕천 교차로 : 낙동대로
- 북구 덕천 교차로 ~ 만덕2터널 : 만덕대로
- 동래구 만덕2터널 ~ 안락 교차로 : 충렬대로
- 동래구 안락 교차로 ~ 기장군 기장읍 교리삼거리 : 반송로
- 기장군 기장읍 교리삼거리 ~ 장안읍 명례휴게소 : 기장대로

울산광역시
- 울주군 온양읍 명례휴게소 ~ 남구 신두왕사거리 : 남창로
- 남구 신두왕사거리 ~ 울주군 청량면 율리공영차고지 교차로 : 청량로
- 울주군 청량읍 율리공영차고지 교차로 ~ 남구 무거삼거리 : 웅촌로
- 남구 무거삼거리 ~ 울산 나들목(신복 교차로) : 대학로
- 남구 울산 나들목(신복 교차로) ~ 중구 다운사거리 : 북부순환도로
- 중구 다운사거리 ~ 울주군 범서읍 서사사거리 : 다운로
- 울주군 범서읍 서사사거리 ~ 척과교 : 두산로
- 울주군 범서읍 척과교 ~ 두산리 : 관문로

경상북도
- 경주시 외동읍 녹동리 ~ 모화사거리 : 관문로
- 경주시 외동읍 모화사거리 ~ 구어사거리 : 산업로
- 경주시 외동읍 구어사거리 ~ 입실삼거리 : 입실로
- 경주시 외동읍 입실삼거리 ~ 양남면 효동리 머든 : 외남로
- 경주시 양남면 효동리 머든 ~ 문무대왕면 두산 교차로 : 명주길 (1차선 구간)
- 경주시 문무대왕면 두산 교차로 ~ 양북 교차로 : 문무대왕로
- 경주시 문무대왕면 양북 교차로 ~ 와읍 교차로 : 감은로
- 경주시 문무대왕면 와읍 교차로 ~ 안동삼거리 : 경감로
- 경주시 문무대왕면 안동삼거리 ~ 포항시 남구 오천읍 용산1리 : 기림로
- 포항시 남구 오천읍 용산1리 ~ 청림삼거리 : 정몽주로

## 자동차 전용도로 구간
아래 구간은 국토교통부에서 지정한 자동차 전용도로 구간이므로 보행자, 자전거 등은 통행할 수 없다. 이륜자동차 (모터사이클 혹은 오토바이)는 긴급자동차 (싸이카 및 소방용 모터사이클 등)에 한해 통행이 가능하며, 그 밖의 이륜자동차와 경운기, 우마차, 트랙터, 손수레는 통행할 수 없다.
| 도로명             | 시점                                                  | 종점                                                    | 총연장 (km) | 차로수 | 지정일           |
| ------------------ | ----------------------------------------------------- | ------------------------------------------------------- | ----------- | ------ | ---------------- |
| 국도우회로         | 경상남도 거제시 아주동                                | 경상남도 거제시 장평동(1번 교차로)                      | 11.02       | 4      | 2005년 10월 31일 |
| 남해안대로         | 경상남도 창원시 마산합포구 진전면 오서리(호산 교차로) | 경상남도 창원시 마산합포구 진동면 인곡리(신대방 교차로) | 8.45        | 4, 6   | 2010년 5월 31일  |
| 해원로             | 경상남도 창원시 의창구 동읍 덕산리(남산 나들목)       | 경상남도 김해시 진영읍 진영리(동읍 교차로)              | 8.14        | 6      | 2012년 2월 27일  |
| 동읍 ~ 한림간 도로 | 경상남도 김해시 진영읍 진영리(동읍 교차로)            | 경상남도 김해시 한림면 퇴래리(한림 교차로)              | 7.29        | 4      | 2016년 8월 9일   |
| 동서대로           | 경상남도 김해시 한림면 퇴래리(한림 교차로)            | 경상남도 김해시 불암동(불암지하차도)                    | 19.0        | 4      | 2000년 2월 24일  |